# Trust Me (Bhad Bhabie)
Trust Me è un singolo della rapper statunitense Bhad Bhabie, pubblicato il 14 giugno 2018 in collaborazione con Ty Dolla Sign.

## Tracce
1. Trust Me – 3:13